# 外山幹夫
外山幹夫（とやま みきお、1932年10月16日 - 2013年4月26日）は、日本の日本史学者。
長崎市生まれ。長崎県立大村高等学校卒。広島大学大学院文学研究科国史学修了、1978年「大名領国形成過程の研究 大友氏の場合」で文学博士。佐世保工業高等専門学校助教授、長崎大学助教授、教授。1998年定年退官、名誉教授、長崎県立女子短期大学教授、1999年に県立長崎シーボルト大学教授、2002年退職。県文化財保護審議会長、長崎市史編纂委員会委員長などを務めた。2012年4月瑞宝中綬章受章。

## 著書
- 『大友宗麟』吉川弘文館 人物叢書 1975、新装版1988。ISBN 9784642051392、オンデマンド版 2020 ISBN 9784642751391
- 『中世の九州』教育社歴史新書 1979
- 『大村純忠』静山社 1982／吉川弘文館 読みなおす日本史 2022 ISBN 9784642075138
- 『大名領国形成過程の研究 豊後大友氏の場合』雄山閣出版 1983
- 『長崎県の教育史』思文閣出版 1984 シリーズ都道府県教育史
- 『中世九州社会史の研究』吉川弘文館 1986
- 『松浦氏と平戸貿易』国書刊行会 1987
- 『長崎奉行 江戸幕府の耳と目』中公新書 1988
- 『長崎 歴史の旅』朝日選書 1990
- 『もう一つの維新史 長崎・大村藩の場合』新潮選書 1993
- 『高来の風 諫早・北高の歴史と文化』芸文堂 肥前歴史叢書 1995
- 『肥前 有馬一族』新人物往来社 1997
- 『医療福祉の祖 長与専斎』思文閣出版 2002
- 『肥前 松浦一族』新人物往来社 2008
- 『中世長崎の基礎的研究』思文閣出版 2011
- 『長崎史の実像 外山幹夫遺稿集』長崎文献社 2013

### 共編
- 『長崎・佐賀 日本城郭大系 第17巻』高島忠平共編 新人物往来社 1980
- 『わが町の歴史 長崎』加藤章共編著 文一総合出版 1984 わが町の歴史シリーズ
- 『史料で読む 長崎県の歴史』編著 清文堂出版 1993
- 『図説 長崎県の歴史』責任編集「図説日本の歴史 42」河出書房新社 1996

## 論文
- <外山幹夫